# Luis Fernando Macías Hernández
Luis Fernando Macías Hernández (Lagos de Moreno, Jalisco, 14 de maig de 1982) és un ciclista mexicà, que combina la carretera amb la pista.

## Palmarès en ruta
- 2006
  -  Campió de Mèxic sub-23 en ruta
- 2007
  - Vencedor d'una etapa a la Volta a Cuba
- 2008
  -  Campió de Mèxic en ruta
  - Vencedor d'una etapa a la Volta a Chihuahua
- 2010
  - Vencedor d'una etapa a la Volta a Mèxic[1]

## Palmarès en pista
- 2002
  - Medalla d'or als Jocs Centreamericans i del Carib en Madison
- 2006
  - 1r als Sis dies d'Aguascalientes (amb Franco Marvulli)
- 2009
  - Campió panamericà en Madison (amb Ignacio Sarabia)[2]
- 2014
  -  Campió de Mèxic en Persecució per equips